# Вулиця Переяславський шлях
Вулиця Переяславський шлях — одна з магістральних вулиць міста Бровари Київської області.

## Історія

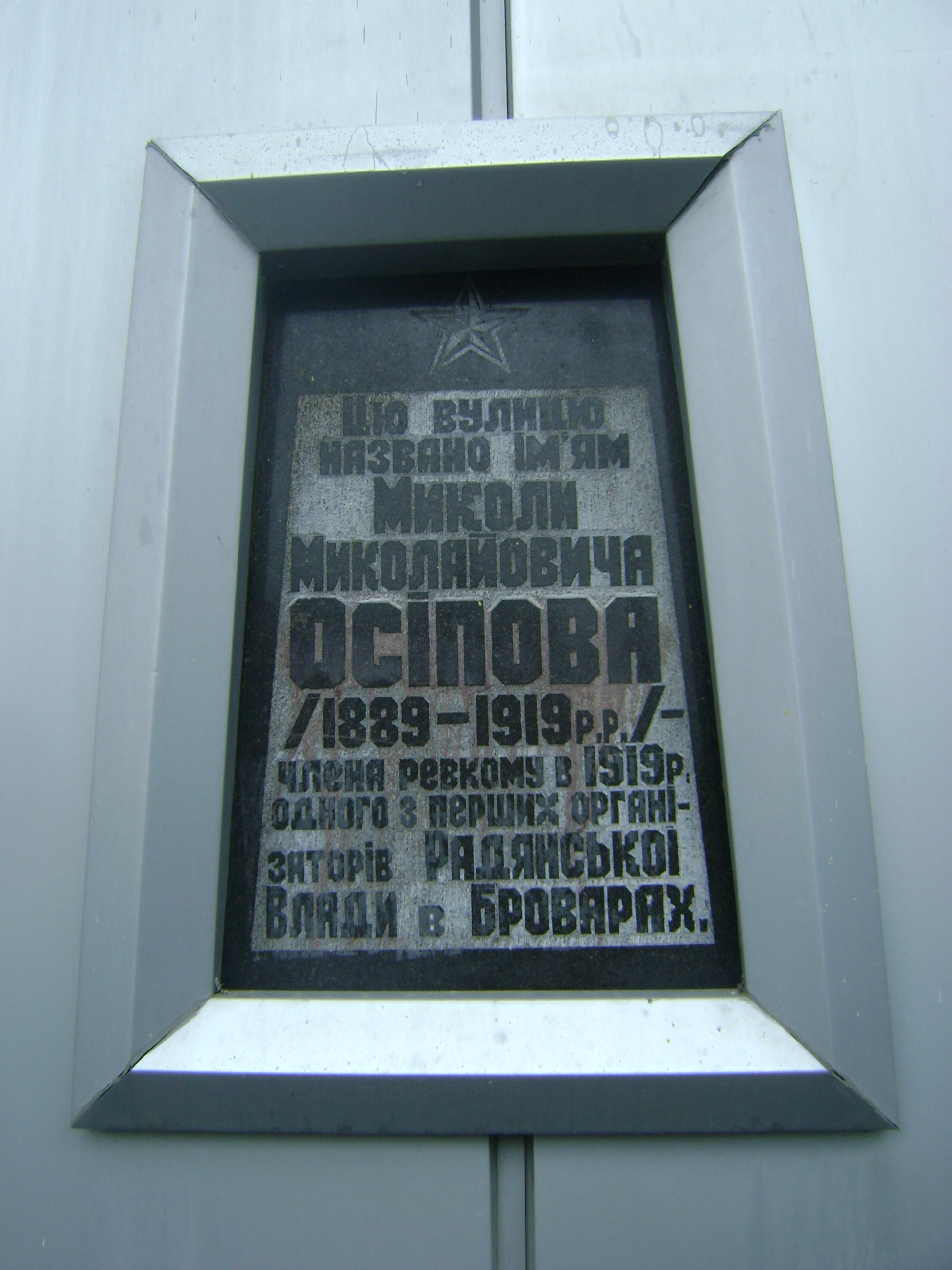
Меморіальна табличка поблизу початку вулиці, в минулому названої на честь Миколи Осіпова

В давнину вулиця мала назву Переяславський шлях, оскільки була шляхом від тодішньої центральної частини Броварів у напрямку Переяслава. Відомо, що в 1968 році вулиця мала назву Осіпова. Названа так була на честь Миколи Миколайовича Осіпова (Осипова), члена ревкому, який встановлював радянську окупаційну владу у Броварах. До 29 березня 1968 року до цієї вулиці відносилися також вулиці Лугова та Електриків, які цього дня отримали свої сучасні назви. Також відомо, що не пізніше 16 лютого 2012 року вулиця отримала назву Осипова.
25 грудня 2015 року Броварська міська рада повернула вулиці історичну назву вулиця Переяславський шлях.

## Опис
Вулиця має протяжність близько 2420 метрів. Забудова на початку та в центральній частині вулиці — приватна садибна, переважно одно- двоповерхова; в кінцевій частині — забудова переважно відсутня.

## Розміщення
Вулиця Переяславський шлях починається у Старому центрі, неподалік площі Шевченка та перехрестя вулиць Кобзарської та Ярослава Мудрого. Починається на примиканні до вулиці Кобзарської. Закінчується на межі Броварів та Броварського району, на примиканні до Об'їзної дороги. У Броварському районі шлях продовжується дорогою, яка в селі Княжичі має назву вулиці Марії Лагунової.
В районі Переїзду, в місці розташування залізничної платформи «Княжичі», вулиця перетинає залізничні колії через автомобільний переїзд.
До вулиці з парного боку долучаються вулиці Петра Болбочана та Старотроїцька. З непарного боку —  Мічуріна та Гоголя. Вулицю Переяславський шлях поблизу із залізничною платформою «Княжичі» перетинає вулиця Перонна.

## Розвиток
Відповідно до запропонованих у генплані змін станом на 2014 рік, передбачено закрити автомобільний переїзд через залізницю в районі залізничної платформи «Княжичі», таким чином розділивши вулицю Переяславський шлях на дві частини. Окрім того, запланований розвиток садибного, паркового та технопаркового будівництв у кінцевій частині вулиці Переяславський шлях. Відповідно до генплану та рішення Броварської міської ради від 2012 року, до вулиці Переяславський шлях з парного боку прилучатиметься вулиця Бориспольця Платона. Вулицю перетинатимуть вулиці Дубовика Михайла та Проектна VI.2.

## Транспорт
По вулиці Переяславський шлях проходить маршрутне таксі № 7-А (Бровари—Княжичі). На початку вулиці Переяславський шлях розміщена кінцева цієї маршрутки у Броварах.
На вулиці Переяславський шлях розміщена залізнична платформа «Княжичі», на якій зупиняються електропоїзди Київ—Ніжин.